# 알프레드 워든

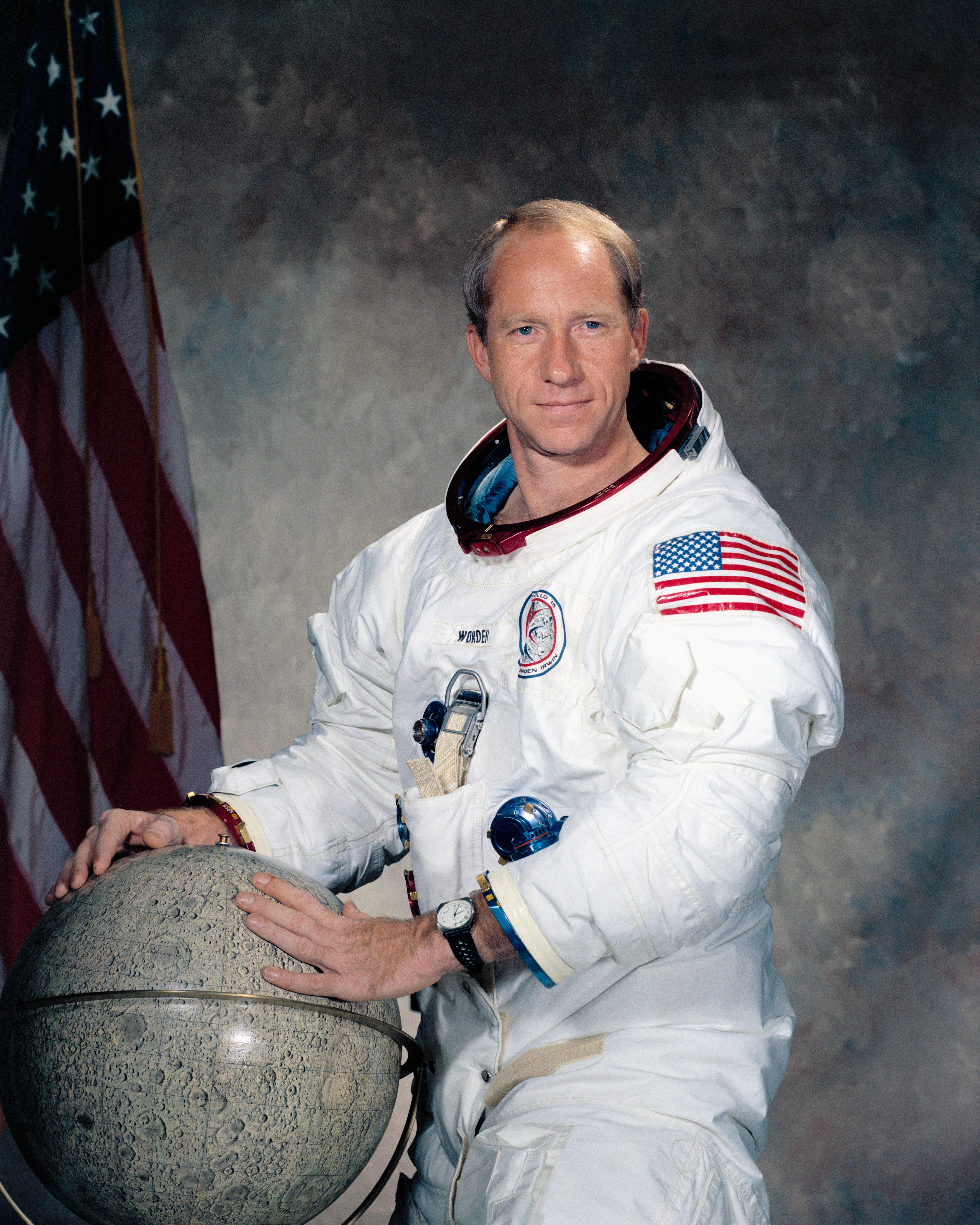
1971년 모습

알프레드 워든(Alfred Worden, 본명: 알프레드 메릴 워든, Alfred Merrill Worden, 1932년 2월 7일 – 2020년 3월 18일)은 미국의 테스트 파일럿이자 공학자이자 1971년 아폴로 15호 달 탐사를 위한 사령선 조종사였던 NASA 우주 비행사였다. 달에 간 24명 중 한 명인 그는 아폴로 사령기계선(CM) 엔데버(Endeavour)를 타고 74번 궤도를 돌았다.
워든은 1932년 미시간주에서 태어났다. 그는 어린 시절을 농장에서 보냈고 미시간 대학교에 1년 동안 다녔으며, 이후 뉴욕주 웨스트포인트 (뉴욕주)에 있는 미국 육군사관학교에 임명되었다. 1955년에 졸업한 그는 조종 경험이 없었지만 미국 공군에 입대하기로 결정했다. 그는 전투기 비행에 능숙함을 입증하고 기술을 연마하여 1966년 그룹 5 우주비행사로 선발되기 전에 시험 조종사가 되었다. 그는 아폴로에 선발되기 전에 아폴로 9호의 지원 승무원과 아폴로 12호의 백업 승무원으로 근무했다. 1970년에는 15명의 승무원이 탑승했으며 데이비드 스콧이 사령관이고 제임스 어윈이 달 탐사선 조종사였다.
아폴로 15호가 달 궤도에 도달하고 그의 승무원들이 달에 착륙하기 위해 떠난 후, 워든은 CM에서 3일을 홀로 보냈고, 그 과정에서 다른 인간보다 가장 멀리 여행한 개인이 되었으며, 이는 그가 여전히 갖고 있는 구별이다. 그는 달의 사진을 많이 찍었고 달을 조사하는 일련의 과학 장비를 작동했다. 아폴로 15호가 지구로 돌아오는 동안 워든은 우주선 외부에 있는 카메라에서 필름 카세트를 회수하기 위해 EVA(선외활동) 또는 우주 유영을 수행했다. 이는 역사상 최초의 "심우주" EVA였으며, 2022년 현재 지구에서 가장 멀리 떨어진 EVA로 남아 있다.
돌아온 후 달에 가져간 우편 표지에 대한 논란에 연루되었다. 그들은 NASA로부터 질책을 받았고 다시는 우주 비행을 하지 못했다. 워든은 1975년까지 NASA의 에임스 연구 센터에 머물렀다가 민간 부문에 진출했다. 그는 다양한 비즈니스 활동에 참여했으며 우주 비행사 장학 재단에 오랫동안 참여하여 2005년부터 2011년까지 이사회 의장을 역임했다. 그는 많은 공개 출연을 통해 2020년 사망하기 전 새로운 우주 프로그램과 과학 교육을 장려했다.